# Adieu poulet
Pour les articles homonymes, voir Poulet.
Pour plus de détails, voir Fiche technique et Distribution.
Adieu poulet est un film français réalisé par Pierre Granier-Deferre et sorti le 10 décembre 1975.
Le scénario est adapté du roman Adieu poulet ! de Raf Vallet, publié en 1974 et inspiré par un fait divers survenu en 1971 à Puteaux.

## Synopsis
Alors que la campagne électorale bat son plein à Rouen, le commissaire Verjeat et les inspecteurs Lefèvre et Moitrier enquêtent dans une maison close : l'un des clients est mort en pleine épectase. Avant que Verjeat ne décide quel tour faire prendre à son enquête, la tenancière de la maison le prévient qu'elle connaît nombre de personnalités importantes. Le commissaire comprend que cette enquête n'ira jamais très loin.
Après avoir déposé Verjeat à son domicile et Lefèvre sur la route, Moitrier s'apprête à rentrer chez lui, quand un message du central le prévient d'un délit en cours : des colleurs d'affiche sont en train de se faire agresser et l'un d'eux est battu à mort par un voyou. Lorsque Moitrier arrive, il tente de les arrêter : le voyou lui tire une balle à bout portant. Arrivé à l'hôpital, Moitrier confie à Lefèvre qu'il a reconnu dans son agresseur Antoine Portor, l'un des hommes de Pierre Lardatte, candidat à l'élection. Peu après, Moitrier meurt. Verjeat se rend accompagné à l'une des permanences de Lardatte, où il trouve Roger Portor, le frère d'Antoine. Il le prévient que son frère a intérêt à se rendre rapidement. Puis il se rend à un meeting de Lardatte : celui-ci dit être attristé par la nouvelle et ne pas connaître personnellement les membres de son service de sécurité.
De retour au central, le contrôleur général Ledoux, supérieur de Verjeat, lui conseille « amicalement » de se concentrer sur Portor, lui s'occupant de Lardatte. Quelques jours après, Mercier, le père du colleur d'affiches, fait irruption dans le bureau de Lardatte, à la mairie, et prend en otage avec deux autres hommes les employés qui s'y trouvent. Verjeat, sous la surveillance de Ledoux et de Lardatte, est chargé de le ramener à la raison de façon pacifique : il lui propose par téléphone de profiter du haut-parleur de la police pour faire passer son message. Mercier s'adresse alors violemment à Lardatte, le traitant d'assassin ; la foule alentour ne perd pas une miette du discours. Puis Verjeat se rend dans la mairie et convainc de manière un peu brusque Mercier et ses complices de se rendre. Lardatte est bien décidé à faire payer cette humiliation au commissaire : grâce à ses relations, il parvient à le faire nommer contrôleur général à Montpellier. Il doit partir la semaine suivante, en laissant l'affaire en cours à son successeur, le commissaire Pignol. Après son pot de départ, Verjeat explique à Lefèvre qu'il ne peut refuser une telle promotion et qu'il a bien l'intention de s'amuser un peu avant de s'en aller.
Les bureaux de Lardatte sont cambriolés par des complices d'Antoine Portor, aidés de sa femme. À un barrage de gendarmerie, leur voiture fait des tonneaux : les deux hommes sont tués, la femme grièvement blessée. Verjeat apprend de la bouche de Roger Portor que le cambriolage était destiné à mettre la main sur la comptabilité de Lardatte, pour qu'il aide son frère à quitter la France. La comptabilité a brûlé dans l'accident ; le commissaire cache la vérité aux journalistes. Puis Verjeat met en place à l'hôpital une surveillance de la blessée, dans l'espoir de coincer son mari : en fait, c'est l'un de ses inspecteurs qui est dans le lit, Marie Portor étant morte. Ledoux et Pignol sont laissés dans l'ignorance de la supercherie.
Alors qu'il se rend en surveillance à l'hôpital, Lefèvre passe à la maison close pour informer la patronne de la teneur de son rapport. Il lui explique que Verjeat, frustré d'être obligé de partir de Rouen, lui a demandé de la charger au maximum : ses protections ne pourront rien contre un fonctionnaire sur le point d'être muté. Après avoir refusé de coucher avec lui, la tenancière de l'établissement lui propose de l'argent. Le soir même, trois complices de Portor tentent d'enlever sa femme à l'hôpital : l'un d'eux est blessé, les deux autres tués par les inspecteurs en embuscade. Le lendemain, Lefèvre est sommé par Verjeat de s'expliquer sur son absence de la nuit. Il lui répond qu'il s'était endormi puis lui remet le rapport sur le mort de la maison close. Verjeat est furieux et lui demande de revoir le rapport ; Lefèvre appelle la patronne pour lui avouer son échec. Celle-ci se rue au tribunal, où elle est reçue par le juge Delmesse pour répondre d'une accusation de proxénétisme. Très calme, elle lui répond qu'il faut ajouter la corruption de fonctionnaire à cet acte d'accusation puisqu'elle a donné de l'argent à Lefèvre. Celui-ci se défend mal devant le juge, qui apprécie fortement les affaires de corruption ; l'inspecteur poussé à bout finit par dire qu'il n'est pas le seul corrompu dans cette affaire.
De retour au central, il est reçu par une gifle magistrale de Verjeat : pour se sauver, il a accusé son supérieur d'avoir reçu des pots-de-vin bien supérieurs à ceux qui lui sont reprochés. Devant Ledoux, Verjeat clame son innocence. Cette nouvelle fait le tour de la ville : les indicateurs de police, puis les détenus de la prison de Rouen, le voient comme un pourri et refusent de traiter avec lui. Devant Delmesse, le commissaire se défend ; le juge semble convaincu de sa culpabilité. Le temps de l'enquête, le magistrat lui demande de ne pas quitter Rouen. Il lui permet de continuer l'enquête sur Portor. Verjeat se rend au domicile de Lefèvre et fête avec lui cette première réussite : il n'est plus obligé de partir pour Montpellier et peut reprendre l'enquête que Ledoux avait confiée à Pignol. En fait, les deux policiers avaient organisé cette mise en scène de corruption afin de permettre à Verjeat de pouvoir rester à Rouen par ordonnance judiciaire. Cerise sur le gâteau : Lardatte lui a téléphoné. Lorsqu'il le rencontre, le candidat lui explique qu'il pourrait l'aider dans cette affaire avec Delmesse, en échange, Verjeat pourrait aider Lardatte à son tour.
Le jour suivant, les deux policiers apprennent que Portor a été « logé ». En dépit des précautions prises, celui-ci arrive tout de même à s'enfuir. De retour au central, Ledoux les convoque et leur apprend que Pignol est passé voir « Madame Portor » à l'hôpital. Verjeat et Lefèvre sont obligés de lui avouer que l'affaire de corruption n'était qu'un plan monté par le commissaire pour pouvoir continuer l'enquête et coffrer à la fois Portor et Lardatte ; l'argent extorqué à la tenancière du lupanar a été déposé chez un huissier, il n'y a donc pas d'affaire. Sans Portor, impossible de s'occuper de Lardatte ; le plan a échoué. Ledoux, furieux, lui ordonne de partir dès le lendemain pour Montpellier ; il expliquera au juge Delmesse de quoi il retourne dans son affaire, et prévient Verjeat qu'il n'empêchera pas le juge de l'accuser d'outrage à magistrat si Delmesse le souhaite.
Pignol apprend à ce moment que Portor se trouve dans la maison de Lardatte et l'a pris en otage. Le criminel réclame Verjeat et refuse de discuter tant avec Pignol qu'avec Ledoux. Le contrôleur demande alors à Verjeat de parlementer avec Portor ; le commissaire se saisit du haut-parleur et dit : « Verjeat, il est à Montpellier, Verjeat ! » Puis il se tourne vers Lefèvre et le salue : « Adieu poulet… »

## Fiche technique
- Titre : Adieu poulet
- Réalisation : Pierre Granier-Deferre
- Scénario : Francis Veber
- Œuvre originale : d'après le roman Adieu poulet !, de Raf Vallet aux éditions Gallimard, collection Super noire no 1
- Production : Alexandre Mnouchkine et Georges Dancigers pour Les Films Ariane et Mondex Films
- Photographie : Jean Collomb
- Décors : Maurice Sergent
- Montage : Jean Ravel
- Son : Bernard Bats
- Musique : Philippe Sarde
- Genre : policier
- Durée : 87 minutes
- Pays de production :  France
- Date de sortie : 10 décembre 1975 (France)
- Lieux de tournage : Rouen[1] et ses environs.
- Affiche : René Ferracci (France)

## Distribution
- Lino Ventura : le commissaire principal Verjeat
- Patrick Dewaere : l'inspecteur Lefèvre
- Victor Lanoux : Pierre Lardatte
- Julien Guiomar : le contrôleur général Ledoux, le directeur de la police
- Pierre Tornade : le commissaire Pignol
- Françoise Brion : Marthe, la tenancière du bordel
- Claude Rich : le juge Delmesse
- Claude Brosset : Antoine Portor
- Michel Peyrelon : Roger Portor
- Jacques Rispal : Mercier
- Gérard Hérold : l'inspecteur Moitrier
- Gérard Dessalles : l'inspecteur Ransac
- Michel Beaune : l'inspecteur Dupuy
- Jacques Serres : l'inspecteur Martin
- Jean-Yves Gautier : Letellier
- Pierre Londiche : Janvier, l'indicateur
- Henri Lambert : Norbert
- Christiane Tissot : Marie Portor
- Valérie Mairesse : la fille cocarde
- Christine Laurent : la prostituée
- Charles Dalin : Sergio
- Éric Vasberg : Lopez, un homme de Portor (également coordinateur des cascades)
- Henri Attal : Luigi, un homme de Portor
- Dominique Zardi : le blessé hospitalisé
- Lionel Vitrant : le pompiste
- Patrick Feigelson : Louis
- André Malfuson : Estève
- Sylvie Meyer : la fausse infirmière
- Ève Francis : la vieille dame
- Marie-Pierre de Gérando : le commandant de gendarmerie
- Raoul Curet : le président
- Jean Turlier : Moissat, le cafetier
- Sylvain Lévignac : le faux blessé
- Jean Collomb : le garçon de café
- Éric Legrand : un fils Mercier
- Christian Debaker : un fils Mercier
- Michel Robin

## Production
Le fait divers dont s'inspire le scénario est la fusillade de Puteaux, qui a lieu en 1971,.

## Sortie et accueil

### Box-office
Sorti deux semaines avant les fêtes de fin d'année 1975, Adieu poulet fait un démarrage correct en prenant la troisième place du box-office et connaît une hausse de ses entrées durant les deux semaines suivantes avant de descendre modestement durant tout le mois de janvier 1976, tout en se maintenant dans le top 10 et atteignant le million d'entrées, puis assez marquée à partir de février 1976, pour quitter le top 30 hebdomadaire début avril 1976 avec un cumul de 1,7 million d'entrées. En une année d'exploitation en salles, le film totalise 1 907 825 entrées. Adieu poulet finit son exploitation en salles avec 1 945 678 entrées, se hissant dans le top 20 annuel du box-office annuel de 1975. Le bon résultat de Adieu poulet permet à Lino Ventura de faire oublier l'échec commercial de La Cage, également réalisé par Pierre Granier-Deferre et sorti quelques mois auparavant, et à Patrick Dewaere de confirmer le début de son ascension après l'énorme succès des Valseuses un an auparavant.
| Semaine | Semaine                         | Rang | Entrées | Cumul     | no 1 du box-office hebdo.        |
| ------- | ------------------------------- | ---- | ------- | --------- | -------------------------------- |
| 1       | du 10 au 16 décembre 1975       | 3    | 172 043 | 173 136   | Le Sauvage                       |
| 2       | du 17 au 23 décembre 1975       | 4    | 214 645 | 387 781   | Bons baisers de Hong Kong        |
| 3       | du 24 au 31 décembre 1975       | 4    | 329 147 | 716 928   | Bons baisers de Hong Kong        |
| 4       | du 1er au 6 janvier 1976        | 4    | 195 402 | 912 330   | On a retrouvé la 7e compagnie    |
| 5       | du 7 au 13 janvier 1976         | 3    | 154 100 | 1 066 430 | On a retrouvé la 7e compagnie    |
| 6       | du 14 au 20 janvier 1976        | 3    | 137 061 | 1 203 491 | Docteur Françoise Gailland       |
| 7       | du 21 au 27 janvier 1976        | 6    | 103 551 | 1 307 042 | Docteur Françoise Gailland       |
| 8       | du 28 janvier au 3 février 1976 | 11   | 72 345  | 1 379 387 | Les Dents de la mer              |
| 9       | du 4 au 10 février 1976         | 13   | 68 867  | 1 448 254 | Les Dents de la mer              |
| 10      | du 11 au 17 février 1976        | 13   | 64 130  | 1 512 384 | Les Dents de la mer              |
| 11      | du 18 au 24 février 1976        | 16   | 48 732  | 1 561 116 | Les Dents de la mer              |
| 12      | du 25 février au 2 mars 1976    | 17   | 39 696  | 1 600 812 | Les Dents de la mer              |
| 13      | du 3 au 9 mars 1976             | 23   | 30 307  | 1 631 119 | Les Dents de la mer              |
| 14      | du 10 au 16 mars 1976           | 25   | 29 796  | 1 660 915 | Les Dents de la mer              |
| 15      | du 17 au 23 mars 1976           | 26   | 21 533  | 1 682 448 | Les Dents de la mer              |
| 16      | du 24 au 29 mars 1976           | NC   | 19 772  | 1 702 220 | L'Alpagueur                      |
| 17      | du 30 mars au 6 avril 1976      | 30   | 19 665  | 1 721 885 | Vol au-dessus d'un nid de coucou |

## Autour du film
- Ève Francis, qui apparaît dans un petit rôle de vieille dame, mère d'un des complices de Portor, est une ancienne star du cinéma muet : elle interprétait le rôle principal dans Le Silence de Louis Delluc, 1920, ou El Dorado de  Marcel L'Herbier, 1921.
- Lors de sa sortie DVD en France en avril 2009, le film est classé sur le verso de la jaquette « interdit aux moins de 12 ans », alors que le film est sorti en salles « tout public ».
- Le panorama sur Rouen est filmé sur la Côte Sainte-Catherine et à Bonsecours, rue des Aigles.

## Distinctions
- César 1976 : 
  - Double nomination au César du meilleur acteur dans un second rôle pour Victor Lanoux et pour Patrick Dewaere
  - Nomination au César du meilleur montage pour Jean Ravel